# Феоктистов, Сергей Георгиевич
Серге́й Гео́ргиевич Феокти́стов (14 [27] июля 1913, Ерохино, Рязанский округ — 6 ноября 1999, Хабаровск) — фронтовой военный журналист, дальневосточный советский и российский поэт, автор песен, из которых наиболее известна «Шуми, Амур», баснописец. Ветеран Великой Отечественной войны, подполковник в отставке, жил и работал в Хабаровске.
Член Союза писателей СССР с 1955 года, возглавлял секцию поэзии Хабаровской писательской организации, член ВКП(б)/КПСС с 1939 года.

## Биография
Родился 14 (27) июля 1913 года в деревне Ерохино Рязанской губернии (ныне Ненашкинское сельское поселение Клепиковского района Рязанской области), пятый сын в русской крестьянской семье.
В 1930 году — окончил военную школу летчиков и летчиков-наблюдателей морской и сухопутной авиации им. Сталина (соврем. назв. ЕВВАУЛ). Инструктор Харьковского высшего военного авиационного училища летчиков им. С. И. Грицевца (ныне ХВВАУЛ).
В 1931 году — учился в Студии рабочих поэтов, которую вел московский поэт Михаил Светлов. Он помог опубликовать Феоктистову первое стихотворение в московском журнале ВЦСПС «Клубная сцена» — «Ударный цех» (1932, № 7/8).
В 1932 году окончил Коломенский педагогический техникум (ныне, Государственный социально-гуманитарный университет — ГСГУ), отрабатывал практику в школе ликбеза (ликвидации безграмотности) на паровозном заводе Коломны, работал учителем литературы, директором сельской школы.
В 1935 году призван в ряды Красной Армии.
В 1940 году окончил Военно-политическую академию им. В. И. Ленина (ныне ВУ МО), факультет «Газетное дело», направлен в качестве политрука в Хабаровск.
В 1940—1950 годах — корреспондент газеты Дальневосточного фронта (ДВФ) «Тревога»/ КДВО «Суворовский натиск» (Хабаровск).
Участник советско-японской войны 1945 года (Маньчжурского похода и Сахалинской операции) 2-го Дальневосточного Фронта.
В 1950 году — собкор газеты «На страже Родины» (Сахалин).
По рекомендации Александра Твардовского поступил и в 1955 году окончил Литературный институт им. М. Горького.
В 1961 году — вышел в запас в звании подполковника, стал писать сонеты, мадригалы, блюзы и гимны.
Я - Ваш военкор. И не ради гроша,
Я точен и скор, как патрон Калаша.
В редакциях в Хабаровске отказывались его печатать «за острый язык». Типографские наборы повестей «Золотая просека» и романа об армии «Иван Шматко», анонсированные Хабаровским книжным издательством, были рассыпаны.
Из дневника:

 «В жизни нас держат работа, родные люди, привычный уклад и воспоминания. Если остаются только воспоминания, мастерство превращается в эхо жизни…» 
Умер за рабочим столом 6 ноября 1999 года, похоронен на Центральном кладбище Хабаровска.
Автор полсотни песен об Амуре и Хабаровске, сказок, стихов и загадок для детей, сбасен и фельетонов для взрослых, исторических повестей. Часть из них опубликована только после смерти.
Учениками или подопечными поэта в разные годы были Римма Казакова, Николай Наволочкин, Лада Магистрова, Павел Халов, Михаил Асламов и другие литераторы.

### Творчество
Первый публикации «Задержали мародёра» — в Егорьевской районной (Московская область) газете «Красный путь» (1927—1928 гг.).
В 1939 году в Краснодаре вышел первый сборник стихов «Крылатая Родина [пехота]».
С 1940 года, по прибытии в Хабаровск, познакомился и подружился с поэтом Петром Комаровым, который рекомендовал Феоктистову поработать в жанре антигитлеровской сатиры для плакатов КрайТАСС «Удар по врагу».
В 1942 году написал песню «Шуми, Амур» (музыку на стихи положил Владимир Румянцев), которая принесла ему популярность, часто её называют дальневосточным гимном.
Вспоминает дочь Светлана Феоктистова:

 «Отец считал себя заложником своего „Амура-батюшки“. Пресса называла дальневосточный гимн „шедевром на все времена“ (А. Сохор, 1956), и все ожидали, требовали от авторов песни такого же уровня в каждом последующем музыкальном создании…»
На Дальнем Востоке вышло два сборника стихов «Гнев» (1942) и «Сахалинское утро» (1950), книга очерков «Нивхская поэма» (1952).
В 1955 году его дипломной работой в Литературном институте им. М. Горького стали «Нивхские сказки». Как одна из лучших студенческих работ, они были отправлены на V Всемирный фестиваль молодежи и студентов в Польше, где получили вторую премию и серебряную медаль (Варшава, 1955) «за выраженный гуманизм и интернациональные идеи».
В 1956 году в Хабаровском книжном издательстве вышли отдельным изданием «Нивхские сказки», они же были переизданы в Москве под названием «Ковер маленькой Эмги» (1957), а затем переведены на языки республик СССР и народов Юго-Восточной Азии (1958—1963 годы).
В 1961 году главы автобиографической повести «Золотая просека» (1959—1961), опубликовали газета «Тихоокеанская звезда» и журнал «Дальний Восток» (1961, № 5-6).
Много лет работал над темой, связанной с творчеством поэта Петра Комарова. В 1983 году «Тихоокеанская звезда» опубликовала некоторые главы из поэмы «Паренёк из Поповки» (1959—1960), посвященной Петру Комарову.
К 100-летнему юбилею Петра Комарова, повесть «Золотая просека» была издана полностью, с дополнением газетных публикаций глав 90-х годов («Дальний Восток», 2011, № 4-5-6).
Остались неопубликованными романтические поэмы «Дорога в легенду» (1983—1989), «Зелёный пояс» (1991).
Поэт-песенник А. Я. Федотов:

 «Здесь строки острые, как нож: Коснёшься — руку обожжёшь»
Военный журналист полковник Ю. Л. Яхнин:

 «Он был Делом и Славой, Честью и Совестью дальневосточной журналистики».
Дальневосточный ученый-фольклорист, кандидат филологических наук, профессор ПИТОГУ С. И. Красноштанов:

 «Много песен сложено об Амуре, но подобной „Шуми, Амур“ нет — эпической, величавой, напоминающей старинные былины о героях-богатырях, заступниках русской земли».

### Главная песня автора
«Шуми, Амур»
музыка: Владимир Румянцев, слова: Сергей Феоктистов

Шуми, Амур, шуми, наш батюшка,
Таёжная река.
Гуляй-гуляй, гуляй, безбрежная,
Э-эх, родная на века!
Хранят, Амур, тебя
Отважные и верные твои сыны.
Мила им тропка, тропка каждая,
Э-эх, заветной стороны.

Песня была написана на конкурс командующего Дальневосточного фронта генерала армии И. Р. Апанасенко, к годовщине победы Красной Армии под Москвой. Музыку на стихи написал в 1942 году руководитель фронтового военного ансамбля (художественный руководитель Ансамбля песни и пляски 2-й Краснознаменной армии, потом Ансамбля песни и пляски КДВО) Владимир Александрович Рейнарт (Румянцев). Первым исполнителем в декабре 1942 года стал солист (баритон) Киевского театра оперы и балета, эвакуированного в Хабаровск, — Андрей Иванов. Премьера состоялась на пробной сцене в Хабаровском ТЮЗе.
Песня также известна в исполнении Краснознаменного ансамбля песни и пляски Советской Армии им. А. В. Александрова и солиста — советского оперного певца (бас) Артура Эйзена.
В 90-х годах Сергей Феоктистов предложил обновленные куплеты к песне «Шуми, Амур»:
Шуми, Амур, зарёй разбуженный,
И силы наши умножай!
Родной мой край, строитель-труженик,
Расти, мужай и процветай!

 Шуми, Амур, под гордой кручею
И славу края вдаль неси,
Крепи наш дух волной могучею
И веру в Светлое спаси!
(1992-1993 гг.).
В 2013 году литературная правопреемница текста «Шуми, Амур» — Светлана Сергеевна Феоктистова (дочь поэта) — предложила организаторам конкурса на гимн Хабаровска архивные стихи Сергея Феоктистова, но заявку отклонили: по условиям конкурса к рассмотрению не принимались произведения умерших авторов.
Народный хор русской песни «Берёзка», созданный в 1946 году японскими военнопленными, выступает с песней «Шуми, Амур» («Zawameke Amur») на гастролях по Хабаровскому краю и по России уже в пятом поколении.

## Награды
Орден Красной Звезды.
Орден Красного Знамени.
Орден Отечественной войны II степени.
Одиннадцать медалей.
Две награды: Медаль «За боевые заслуги» — «инициативному военкору, который на линии огня являл образец мужества, стойкости и геройства» за 1942 год и орден Отечественной войны II степени, на единственного в списке военкора, при жизни так и не вручили. Фотокопии наградных листов обнаружил краевед Александр Сесёлкин из Советской Гавани. Их он и прислал родственникам поэта в Санкт-Петербург.

## Семья
Супруга — Зинаида Васильевна Феоктистова, в девич. Пантюхова (1922—1999): в браке с 1940 г.
Дочь — Светлана Сергеевна (21 марта 1941 г. — 29 октября 2021 г.), кандидат медицинских наук, с 2001 года жила в Санкт-Петербурге. Была биографом и библиографом отца-поэта.
Сын — Владимир Сергеевич (30 июня 1944 г., Хабаровск — 2006 г., г. Егорьевск Московской области).
Сын — Сергей Сергеевич (март 1950 г., Южно-Сахалинск — умер в младенчестве, в 1951 г.).
Мл. сын — Василий Сергеевич (30 апреля 1958 г., Хабаровск — 30 мая 2000 г., Хабаровск).

## Адреса
Жил в Хабаровске, по ул. Ленина, 55 (ныне № 33).

## Интересные факты
В «Амурском сонете», посвященном 75-й годовщине Краснознаменного Дальневосточного военного округа в 1993 году, в последней части редакторы усмотрели намек на участие экс-командующего ДВО маршала Дмитрия Язова в августовском путче и отказали в автору в печати:
[...] Амурская закалка взгляд отточит,
Хотя и не всегда Звезду пророчит:
Амур суров, но справедлив, как бог.
Он воину поможет и подскажет,
Но слабого отступника накажет,
Если врага допустит на порог.
Многое из написанного в 90-е годы утрачено в редакциях, в квартире, которую отобрали «чёрные риэлторы» и после пожара на даче.
Как жил поэт в последние годы подробно рассказал журналист «Тихоокеанской звезды» Николай Семченко в статье «Почти классик ищет обед в кустах на бульваре» — о бедственном положении хабаровских писателей Э. Кириченко, С. Феоктистова, П. Халова, В. Ковтун и других.
Дочь писателя С. С. Феоктистова:

 «На пике славы Сергей Феоктистов встречался с читателями до 100—150 раз в году, выезжал в районы края по журналистским заданиям, с путёвками общества „Знание“ или Бюро пропаганды художественной литературы. Поэт-фронтовик часто выступал в краевой прессе и по краевому радио, и активная почта читателей утверждала его звание Народного поэта… Отлученный от печатного станка и микрофона в 90-х годах жил на даче, на Осиновой Речке (19 км от Хабаровска), много времени и сил отдавал 6 соткам…».

## Сочинения
- Феоктистов С. Г. Крылатая Родина [пехота]: Сб. стихов. — Краснодар, 1939. — 88 с.
- Феоктистов С. Г. Гнев: Стихи. — Хабаровск: Дальгиз, 1942. — 64 с.
- Феоктистов С. Г. Сахалинское утро: Стихи. — Хабаровск: Дальгиз, 1950. — 50 с.
- Феоктистов С. Г. Нивхская поэма: Очерки. — Хабаровск: Дальгиз, 1952. — 152 с.
- Феоктистов С. Г. Нивхские сказки. Худож. В. Г. Зуенко. — Хабаровск: Кн. изд., 1956. — 224 с.. ил.
- Феоктистов С. Г. Ковер маленькой Эмги [Нивхские сказки]. Худож. В. Зуенко. Для мл. шк. возр. — М.: Детгиз, 1957. — 118 с., ил.

### Периодика
- Родник горячего сердца: Маленькие рассказы о большом поэте — для школьников // Мол. дальневосточник, 1959. 14 октября — 28 ноября. Фото П. Комарова из личного архива автора. Рис. В. Зуенко.
- Тайна старого дома: Повесть о героях гражданской войны. // Биробиджанская звезда. 1964. 5 января — 31 июля.
- Вот ты какой, Петр Комаров!: [Отрывок из кн. о П. Комарове] // Тихоокеан. звезда. 1973. 15 июля.
- Новые стихи: Городу юности; Советская Гавань // Тихоокеан. звезда. 1973. 4 нояб.
- Славься, край наш / Слова С. Феоктистова. Муз. В. Баранова // Это все — наш Дальний Восток: Репертуар, сб. — Хабаровск, 1973. стр. 153—157: нот.
- Датта: [Стихи] // Тихоокеан. звезда. 1974. 16 июня.
- Дорога в легенду: Отрывок из поэмы о Комарове // Тихоокеанская звезда. 1983. 15 июля. Публикацию предваряет краткая справка об авторе.
- Золотая просека: автобиографическая повесть о П. С. Комарове. // Дал. Восток, 1961, № 5-6; 2011, № 4-5-6.
- Феоктистов С. Г. Золотой юбилей песни «Шуми, Амур». Публикуется впервые. / «Дебри-ДВ», 22.09.2013 г.

## Комментарии
1. ↑  Приводятся только первые два из 4-х куплетов стихотворения, так как его текст охраняется авторскими правами до 2070 года.